# Régiment de Penthièvre dragons
Pour les articles homonymes, voir régiment d'Heudicourt, régiment de Toulouse, régiment de Penthièvre et régiment du Dauphin.
Le régiment de Penthièvre dragons est un régiment de cavalerie français d'Ancien Régime créé en 1674 sous le nom de régiment d'Heudicourt cavalerie devenu sous la Révolution le 8e régiment de dragons.

## Création et différentes dénominations
- 1er mars 1674 : création du régiment d’Heudicourt cavalerie
- 1679 : réformé sauf une compagnie incorporée dans le régiment de Vivans cavalerie
- 1682 : rétabli sous le nom de régiment de Praslin cavalerie
- août 1693 : renommé régiment de Toulouse cavalerie
- 7 décembre 1737 : renommé régiment de Penthièvre cavalerie
- 1er décembre 1761 : renforcé par incorporation du régiment d’Escars cavalerie[1]
- 1776 : transformé en dragons, le régiment de Penthièvre dragons
- 1er janvier 1791 : renommé 8e régiment de dragons
- 18 juin 1811 : transformé en chevau-légers lanciers, le 3e régiment de chevau-légers lanciers
- 1814 : renommé régiment de lanciers du Dauphin
- 1815 (Cent-Jours) : renommé 3e régiment de chevau-légers lanciers
- 1815 : licencié

## Équipement

### Étendards

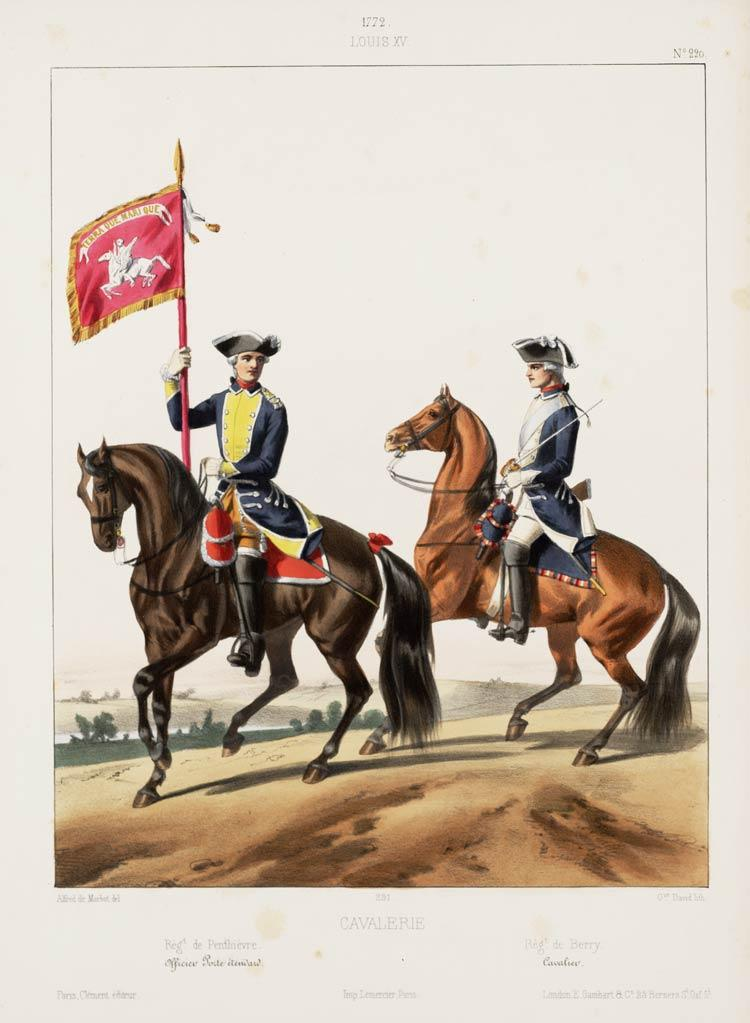
Officier porte-étendard du régiment de Penthièvre cavalerie (à gauche) en 1772.

6 étendards « de ſoye rouge, Soleil d’or au milieu, les armes de Penthièvre & fleurs de lys d’or brodées aux coins, & frangez d’or ».

Étendard
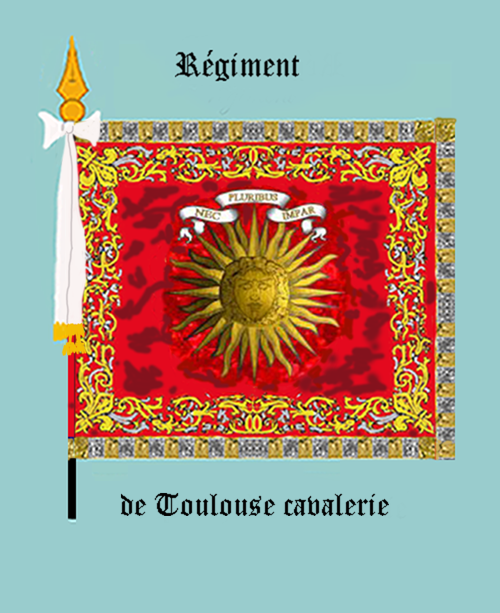
régiment de Toulouse cavalerie, avers
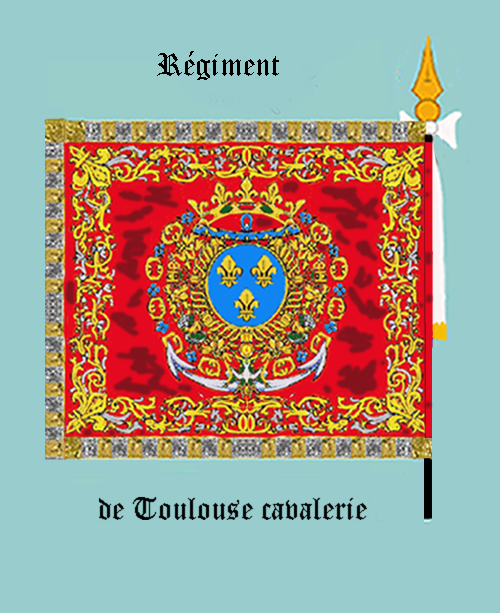
régiment de Toulouse cavalerie, revers
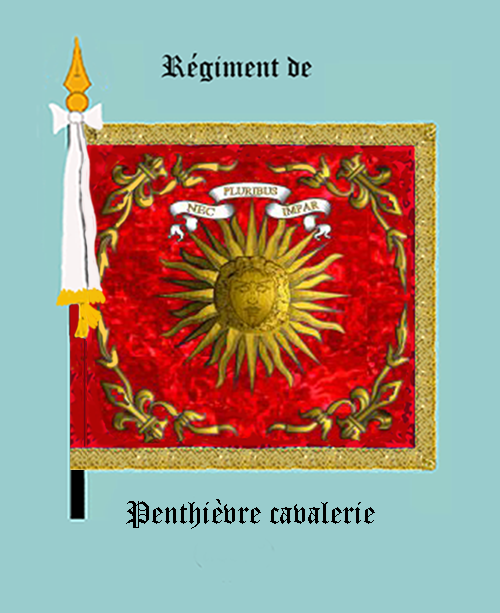
régiment de Penthièvre cavalerie, avers
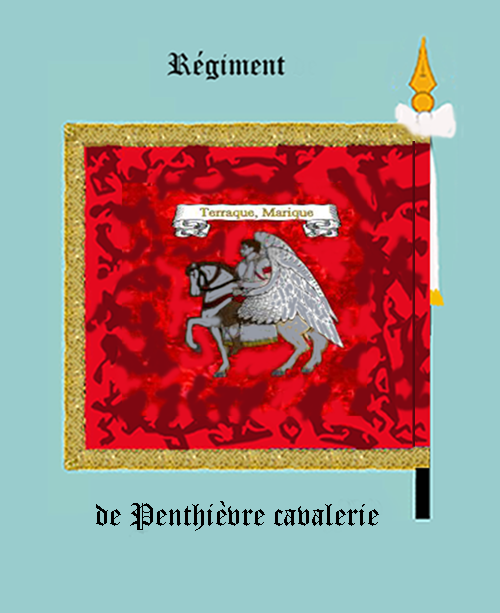
régiment de Penthièvre cavalerie, revers

### Habillement

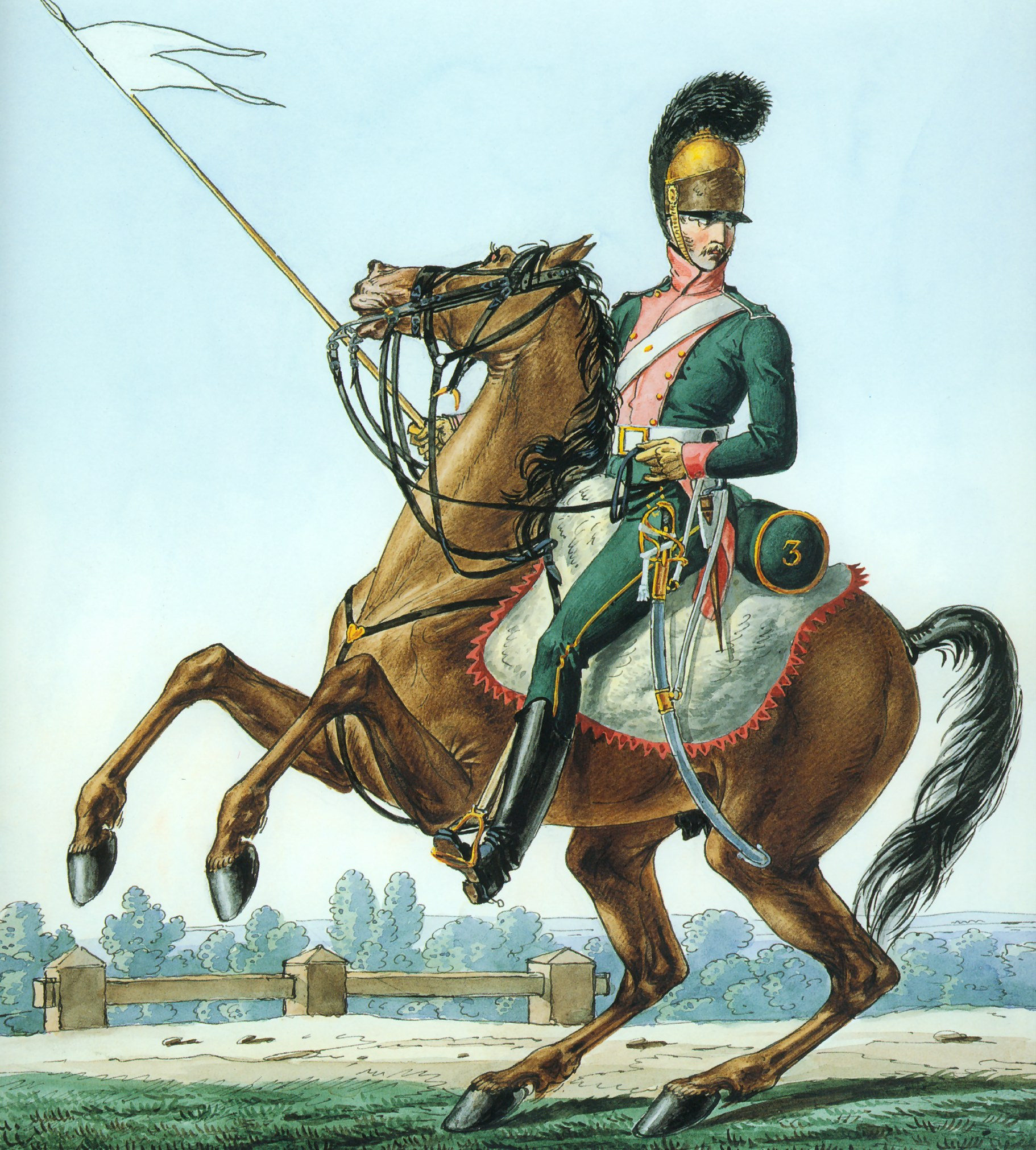
Chevau-léger du 3e régiment de chevau-légers lanciers de la Grande Armée, illustration de Vernet de la série La grande armée de 1812.

Uniformes de cavalerie
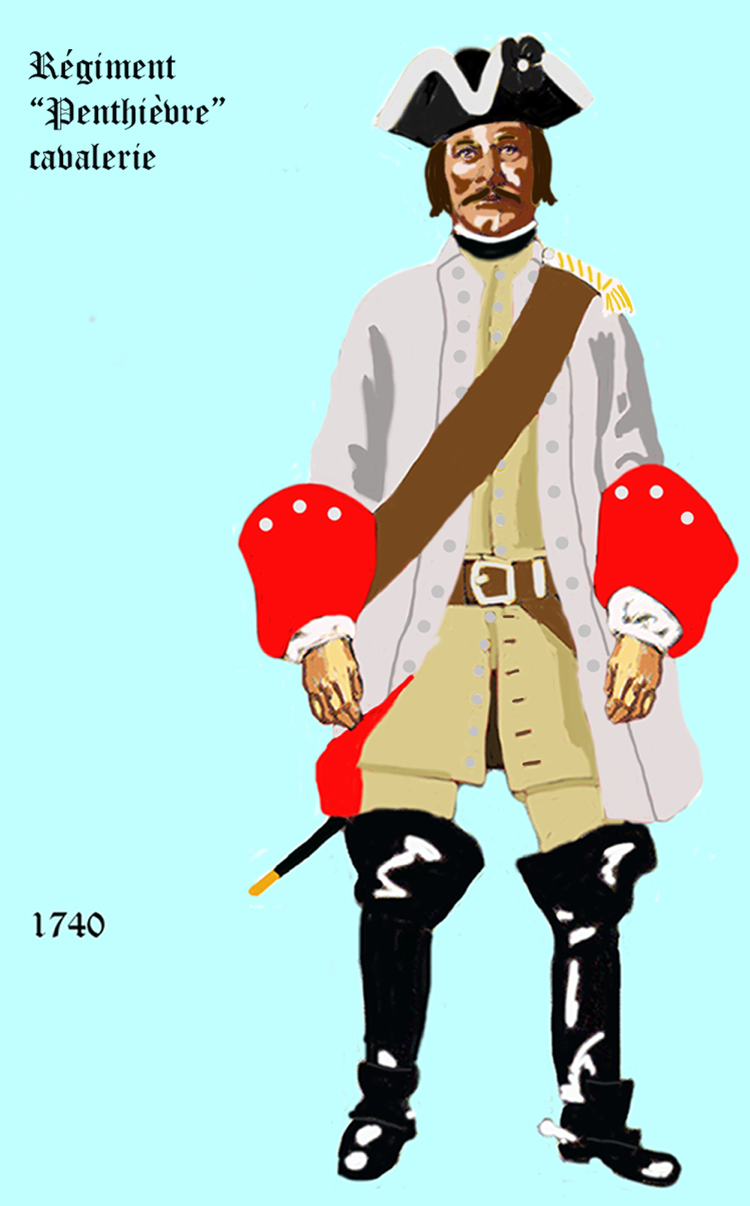
régiment de Penthièvre cavalerie de 1740 à 1757
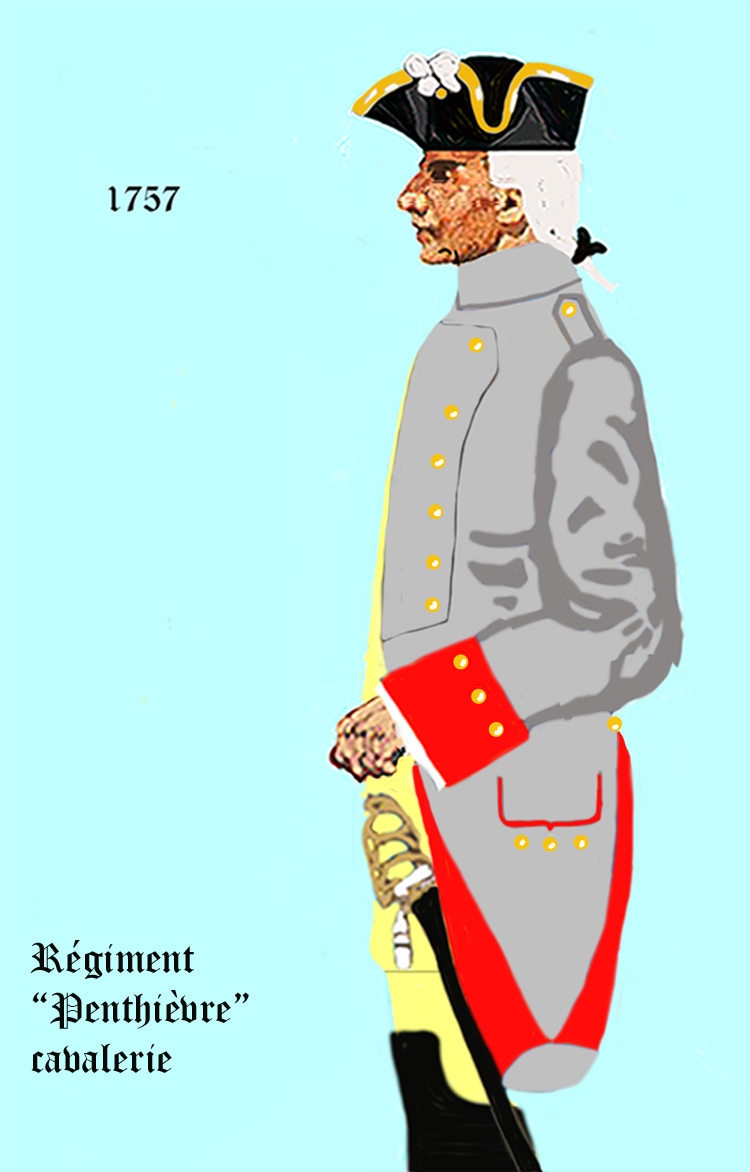
régiment de Penthièvre cavalerie de 1757 à 1762
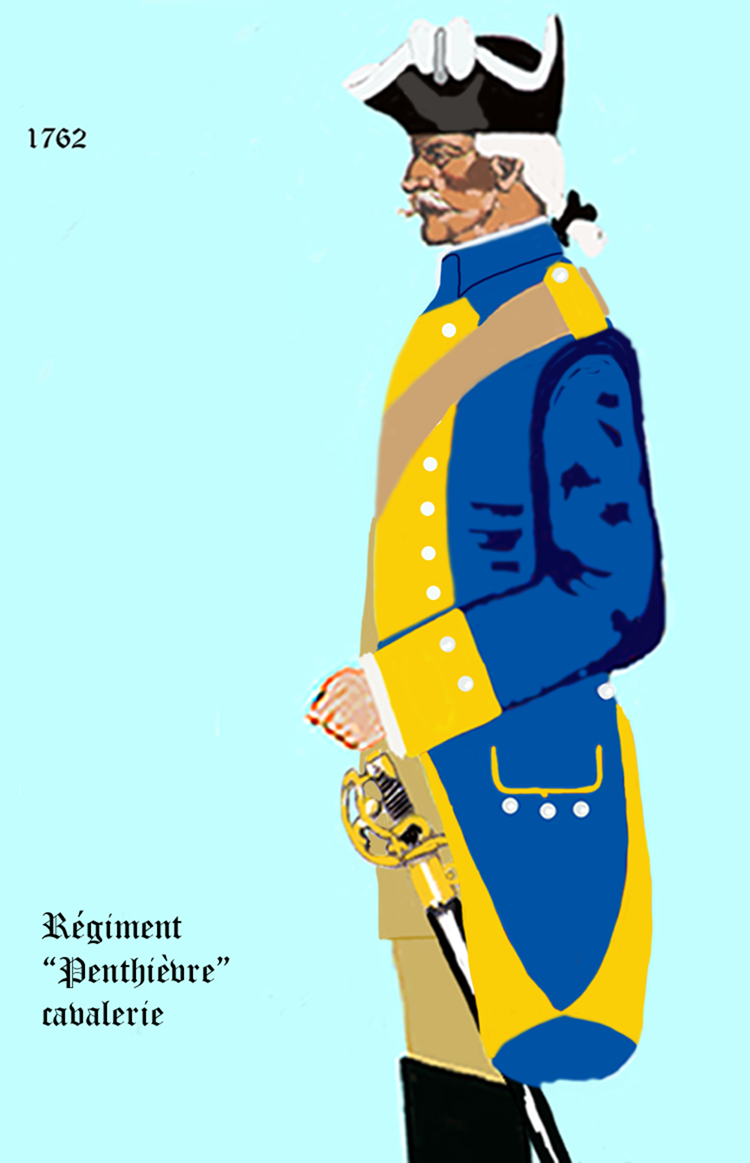
régiment de Penthièvre cavalerie de 1762 à 1767
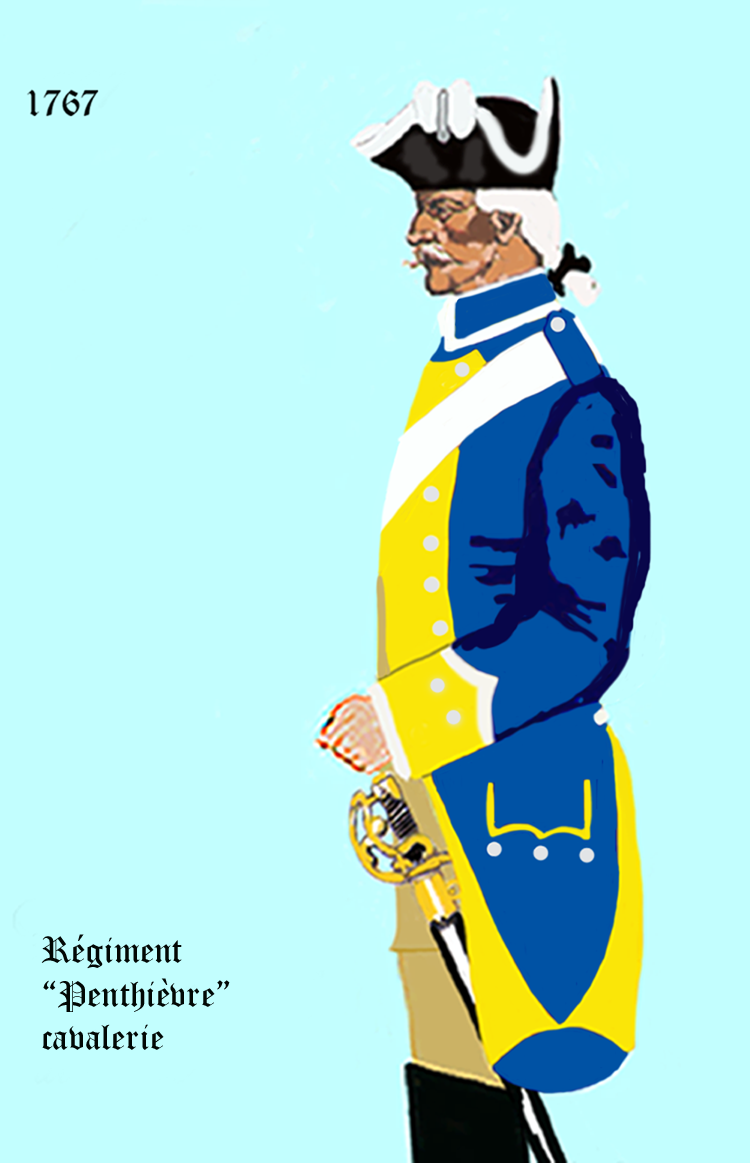
régiment de Penthièvre cavalerie de 1767 à 1776

Uniformes de dragons
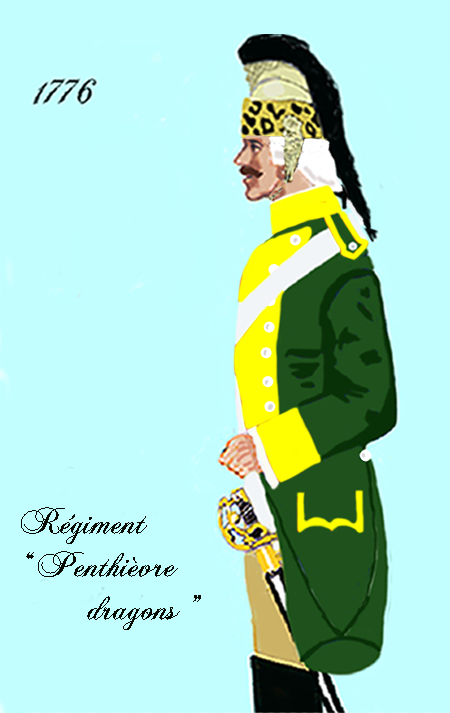
régiment de Penthièvre dragons de 1776 à 1779
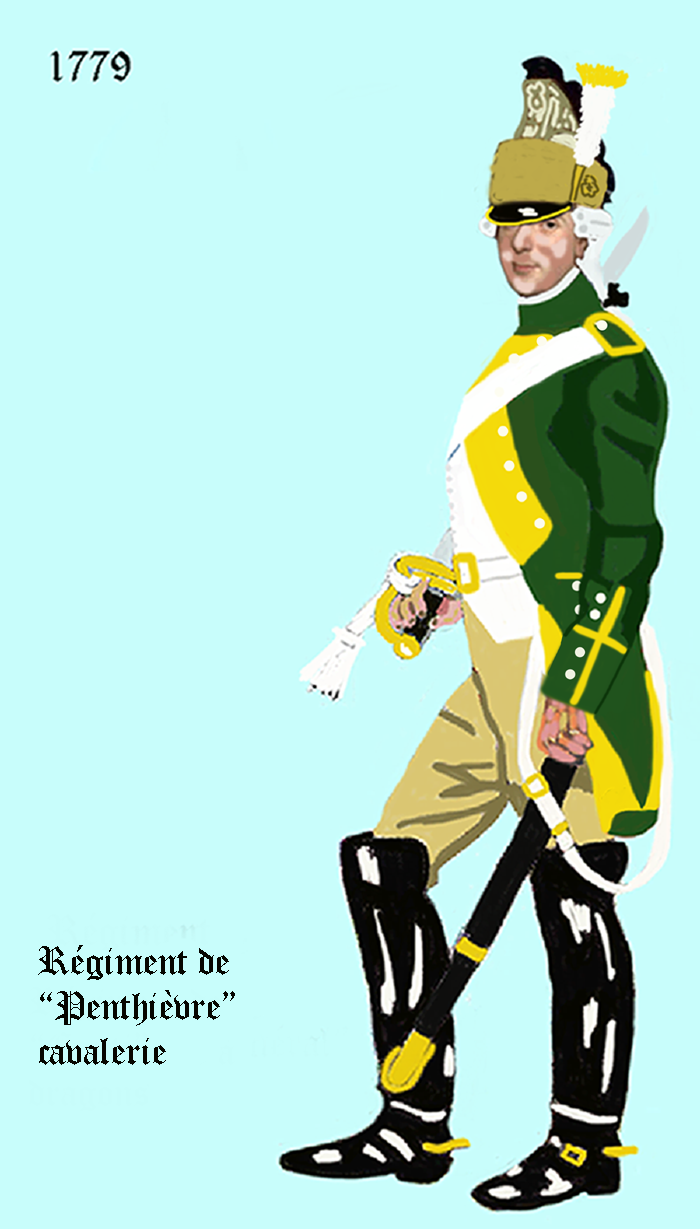
régiment de Penthièvre dragons de 1779 à 1786
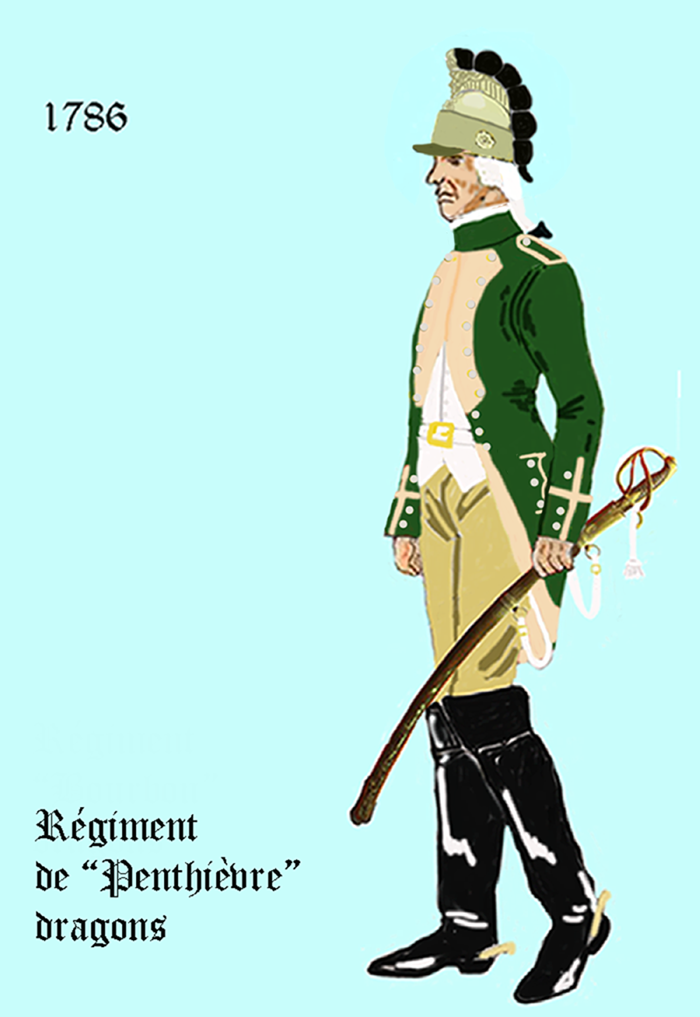
régiment de Penthièvre dragons de 1786 à 1791
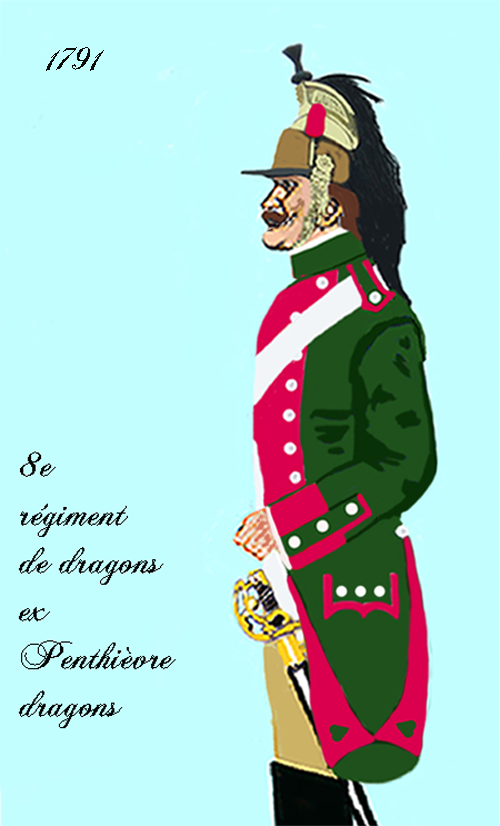
8e régiment de dragons après 1791

## Historique

### Mestres de camp-lieutenants et colonels
- 1er mars 1674 : N., marquis d’Heudicourt
- 1679 : réformé, sauf une compagnie incorporée au régiment de Vivans cavalerie
- 1682 : rétabli sous le nom de régiment de Praslin cavalerie
- 20 août 1688 : Jean-Baptiste Gaston de Choiseul-Praslin, comte d’Hôtel
- 15 novembre 1693 : Antoine d’Aix de La Chaise, comte de Souternon, brigadier le 28 avril 1694, maréchal de camp le 29 janvier 1702, lieutenant général des armées du roi le 26 octobre 1704, † 26 juillet 1720
- 1er février 1702 : Louis Jean-Baptiste de Goyon-Matignon, comte de Gacé, né le 29 janvier 1682, brigadier le 29 janvier 1709, maréchal de camp le 1er février 1719, lieutenant général des armées du roi le 20 février 1734, † 29 août 1747
- 22 septembre 1706 : N. de Richelieu-Aiguillon, comte d’Agénois
- 27 mars 1714 : Louis d’Estourmel du Frétoy, marquis d’Estourmel, brigadier le 20 février 1734, maréchal de camp le 18 octobre 1734, † 25 septembre 1741
- 18 octobre 1734 : N., marquis d’Hautefort d’Ajat
- 23 novembre 1736 : Sébastien de Poilvilain de Montaigut, marquis de Crénay, déclaré brigadier le 7 juin 1744 par brevet expédié le 2 mai, maréchal de camp le 1er janvier 1748
- 1er janvier 1748 : N., vicomte de Castellane
- 3 juillet 1753 : Henri de Lur d’Uza, comte de Saluces
- 3 janvier 1770 : Michel Louis Marie, marquis de Beuzeville
- 2 mars 1773 : Adolphe Conrad Louis, vicomte de Lardenois de Termes
- 8 avril 1779 : Mathieu, marquis de Montholon
- 13 avril 1788 : Jean, comte du Authier
- 23 novembre 1791 : François du Bouzet de Monjoye
- 28 juillet 1792 : Jean Thomas Scelles de la Mothe
- 31 août 1793 : Charles Hubert de Gaignières
- 8 juillet 1794 : Jean Louis Falque
- 18 août 1796 : Jacques Louis François Millet
- 3 décembre 1800 : Louis Bockler
- 26 décembre 1806 : Alexandre Louis Robert de Girardin
- 22 juin 1811 : Alexandre Louis Jules Lebrun, † 24 novembre 1812
- 11 mai 1813 : Georges Charles Jean-Baptiste Hatry
- 22 février 1814 : Eugène Gabriel Louis Texier d’Hautefeuille, † 1846
- 10 avril 1815 : Charles François Martigue

### Campagnes et batailles
- 1674-1678 : guerre de Hollande, combat à Consaarbruck en 1675, prise de Fribourg en 77 combat de Reinfeld et le siège de Kehl (1678).
- 1684 : Siège de Luxembourg (1684).
- 1688-1697 : Guerre de la Ligue d'Augsbourg, Bataille de Neerwinden (1693), Bombardement de Bruxelles de 1695.
- 1701-1713 : Guerre de Succession d'Espagne dans les Pays-Bas espagnols, il est à Ruremonde pour l'hiver 1702, puis combat à Nimègue, Eckeren, Kehl, Audenarde, Ramilles, Malplaquet, Denain et quatre autres sièges.
- 1733-1735 : Guerre de Succession de Pologne qu'il fit en Italie et à la Bataille de San Pietro et la Bataille de Guastalla.

il prend le nom de Régiment de cavalerie de Penthièvre.
- 1740-1748 : Guerre de Succession d'Autriche avec sa présence lors du Siège de Prague (1742), la Bataille de Dettingen
  - 1745 :
    - 11 mai Bataille de Fontenoy
- 1756-1763 : Guerre de Sept Ans, il est défait à la bataille de Rosbach, y perd un étendard et son commandant y est fait prisonnier avec treize autres officiers.

Le 8e régiment de dragons a fait les campagnes de 1792 à 1793 à l’armée du Rhin ; 1794 à l’armée de la Moselle.
Il a fait les campagnes des ans IV et V aux armées des Alpes et d’Italie ; an VI aux armées de l’Ouest et de Mayence ; an VII aux armées de Mayence et du Danube ; an VIII et IX aux armées de réserve et d’Italie. Ce régiment est un de ceux qui, à la bataille de Marengo (14 juin 1800), enveloppèrent six bataillons de grenadiers autrichiens et leur firent mettre bas les armes.
Campagnes de l’an XII à l’an XIV au 2e corps de cavalerie de réserve (3e division) de la Grande Armée ; 1806 au 4e corps de réserve de la cavalerie ; 1807 à la division de cavalerie de réserve ; 1808 à 1809 à l’armée d’Espagne : 1810 et 1811 aux armées d’Espagne et de Portugal.
Le 3e régiment de chevau-légers lanciers a fait les campagnes de 1812 au corps d’observation de l’Elbe (3e corps de cavalerie de réserve de la Grande Armée) ; 1813 au 1er corps de cavalerie de la Grande Armée ; 1814 au 1er corps de cavalerie.

### Quartiers
- Arras[2]